# Prostatite
Prostatite é a inflamação da próstata. Pode ter origem bacteriana ou não-bacteriana e serem sintomáticas ou assintomáticas.
Calcula-se que 50% dos homens sofreram de prostatite sintomática durante suas vidas.
É estimado que 95% das prostatites são não bacterianas.

## Classificação
As prostatites são classificadas em quatro tipos.

### Tipo I - Prostatite bacteriana aguda
A prostatite bacteriana aguda apresenta como sintomas febre, prostração e sintomas do trato urinário inferior (LUTS). Na maioria dos casos há febres e calafrios. O agente bacteriano causador mais comum é a E. coli.

### Tipo II - Prostatite bacteriana crônica
A prostatite bacteriana crônica apresenta-se com sintomas irritativos do trato urinário inferior.

### Tipo III - Prostatite não bacteriana crônica ou síndrome de dor pélvica crônica
A prostatite não bacteriana crônica apresenta sintomas de desconforto pélvico com duração maior de três meses. É ainda classificada nos subtipos IIIa (inflamatória) e IIIb (não-inflamatória).

### Tipo IV - Prostatite inflamatória assintomática
Na prostatite inflamatória assintomática os pacientes não tem história de queixas de dores genitourinárias, mas há leucocitose geralmente durante avaliação para outras doenças.

## Diagnóstico
O Diagnóstico é feito por recurso a exames e meio de diagnóstico como:
- análises e culturas de urina
- análise de sangue e secreção prostática
- diário miccional
- fluxometria
- determinação do resíduo pós-miccional[1]
- ressonância magnética da próstata
- ultrassom
- exame de PSA

Geralmente se faz necessário a consulta por várias especialidades para um bom diagnóstico, entre urologistas, fisiatras, médicos da dor. E também por avaliações de especialistas do assoalho pélvico como fisioterapeutas pélvicos, osteopatas.

## Tratamento
As prostatites são tratadas de acordo com o tipo de prostatite diagnosticado pelo médico. Podem ser utilizados medicamentos antibióticos, anti-inflamatórios, alfa-bloqueadores, antidepressivos tricíclicos, analgésicos, entre outros. A prostatite inflamatória assintomática não requer tratamento específico.
Para o tipo IIIb prostatite não bacteriana não inflamatória, também chamada de dor pélvica crônica, é necessário uma abordagem multidisciplinar, no qual engloba fisioterapia pélvica, psicólogo, alongamentos e exercícios.